# Unione Sportiva Biellese 1924-1925
Questa voce raccoglie le informazioni riguardanti l'Unione Sportiva Biellese nelle competizioni ufficiali della stagione 1923-1924.

## Rosa
| N. |                   | Ruolo | Calciatore      |
| -- | ----------------- | ----- | --------------- |
|    | Italia (bandiera) | P     | Della Valle     |
|    | Italia (bandiera) | D     | Luigi Roasio II |
|    | Italia (bandiera) | D     | Finotto I       |
|    | Italia (bandiera) | C     | Terzago         |
|    | Italia (bandiera) | C     | Scaramuzzi      |
|    | Italia (bandiera) | C     | Mosca           |
|    | Italia (bandiera) | C     | Dellarole       |

| N. |                    | Ruolo | Calciatore             |
| -- | ------------------ | ----- | ---------------------- |
|    | Austria (bandiera) | C     | Rudolf Soutschek       |
|    | Italia (bandiera)  | A     | Corrado Guglielminotti |
|    | Italia (bandiera)  | A     | Alessandro Roasio I    |
|    | Austria (bandiera) | A     | Josef Liebhardt        |
|    | Italia (bandiera)  | A     | Seccatore              |
|    | Italia (bandiera)  | A     | Noca                   |
|    | Italia (bandiera)  | A     | Locarni                |

## Risultati

### Seconda Divisione

#### Girone B

##### Girone di andata
| Busto Arsizio 9 novembre 1924 1ª giornata | Pro Patria | 3 – 0 referto | Biellese |  |

| Treviglio 23 novembre 1924 2ª giornata | Trevigliese | 1 – 1 referto | Biellese |  |

| Biella 30 novembre 1924 3ª giornata | Biellese | 0 – 1 referto | Juventus Italia | Campo Sportivo Rivetti |

| Biella 7 dicembre 1924 4ª giornata | Biellese | 0 – 1 referto | US Milanese | Campo Sportivo Rivetti |

| Monza 14 dicembre 1924 5ª giornata | Monza | 3 – 5 referto | Biellese |  |

| Biella 21 dicembre 1924 6ª giornata | Biellese | 0 – 0 referto | Esperia | Campo Sportivo Rivetti |

| Biella 28 dicembre 1924 7ª giornata | Biellese | 3 – 1 | Como | Campo Sportivo Rivetti |

| Bergamo 4 gennaio 1925 8ª giornata | Atalanta | 1 – 1 | Biellese |  |

| Biella 11 gennaio 1925 9ª giornata | Biellese | 2 – 1 referto | Canottieri Lecco | Campo Sportivo Rivetti |

##### Girone di ritorno
| Biella 1 febbraio 1925 10ª giornata | Biellese | 1 – 0 referto | Pro Patria | Campo Sportivo Rivetti |

| Biella 8 febbraio 1925 11ª giornata | Biellese | 4 – 0 referto | Trevigliese | Campo Sportivo Rivetti |

| Milano 15 febbraio 1925 12ª giornata | Juventus Italia | 2 – 2 referto | Biellese |  |

| Milano 22 febbraio 1925 13ª giornata | US Milanese | 3 – 0 referto | Biellese |  |

| Biella 1 marzo 1925 14ª giornata | Biellese | 1 – 1 referto | Monza | Campo Sportivo Rivetti |

| Como 8 marzo 1925 15ª giornata | Esperia | 2 – 2 referto | Biellese |  |

| Como 15 marzo 1925 16ª giornata | Como | 0 – 0 referto | Biellese |  |

| Biella 29 marzo 1925 17ª giornata | Biellese | 5 – 0 referto | Atalanta | Campo Sportivo Rivetti |

| Lecco 5 aprile 1925 18ª giornata | Canottieri Lecco | 1 – 1 referto | Biellese |  |